# سوسن أنمر
سوسن أنمر أو الحوثمة هو نوع نباتي في جنس سوسن. إنه جذمور معمر من كَزَخستان وروسية ومنغولية والصين. لها أوراق خضراء داكنة أو رمادية اللون تشبه العشب وساق قصيرة نحيفة وزهرة واحدة (أو نادرًا 2) إما بنفسجية أو زرقاء داكنة أو زرقاء أرجوانية أو أرجوانية داكنة أو بنفسجية أو أرجوانية أو خزامية أو أرجوانية فاتحة. يزرع نباتَ الزينة في المناطق المعتدلة.